# Giovanni z Camaldoli
Giovanni (zm. 1134) – włoski kameduła.
Był przeorem w Camaldoli w latach 1115 do 1126, a od grudnia 1126 kardynałem-biskupem Ostii. W 1128 uczestniczył w negocjacjach Stolicy Apostolskiej z hrabią Rogerem z Sycylii w sprawie nadania mu w lenno księstwa Apulli. Podpisywał bulle papieskie między 9 grudnia 1128 a 4 czerwca 1133. Odegrał dużą rolę w trakcie podwójnej papieskiej elekcji w 1130 roku, udzielając sakry biskupiej prawowitemu papieżowi Innocentemu II. Prawdopodobnie jesienią 1133 był legatem papieskim w Czechach. Po raz ostatni jest poświadczony źródłowo 29 kwietnia 1134 jako współkonsekrator kościoła S. Savino w Pizie. W liście opata Piotra z Cluny z grudnia 1135 został wymieniony już jako zmarły.